# Józefa Kamocka
Józefa Kamocka (ur. 16 stycznia 1830 w Częstochowie, zm. 11 listopada 1897 w Warszawie) – polska nauczycielka, autorka podręczników.

## Życiorys
Urodziła się 16 stycznia 1830 w Częstochowie, w rodzinie Walentego Juliana, urzędnika Królestwa Polskiego i Karoliny Kowalskiej. Jest wychowanką Jachowicza oraz pensji kaliskiej panny Emilii Fillebornowej. 
Uczyła w żeńskim gimnazjum przy ul Niecałej w Warszawie, w szkole sióstr Wizytek i na pensji Heleny Budzińskiej. Uczyła języka i literatury polskiej.
Zmarła w Warszawie 11 listopada 1897, pochowana została na warszawskich Powązkach.

## Publikacje
- „Książka do nabożeństwa dla dziewcząt wiejskich“ (1862).
- „Książka do nabożeństwa dla chłopców wiejskich,
- „Pod Twoją obronę nabożeństwa dla dzieci,“ (1870),
- „Praktyczny wykład nauki języka polskiego, obejmujący źródłosłów, składnię i pisownię, Warszawa (1870)
- „Zdrowaś Marya, nabożeństwa dla młodego wieku“(1872),
- "Niech będzie pochwalony",
- „Teorya stylu polskiego“ (1875)
- „Bądź wola Twoja, modlitwy i rozmyślania, na wszystkie dni tygodnia dla kobiet“ (1878),
- „Zasady poprawnego pisania w przykładach“ (1879)
- "Krótki wykład katechizmu“ (1880)
- "W imię prawdy i dobra", Warszawa (1885),
- "Podręcznik ułatwiający pisanie ćwiczeń", Warszawa (1888),
- "Teoria stylu", Kraków 1894.